# Cornelius August von Reissig

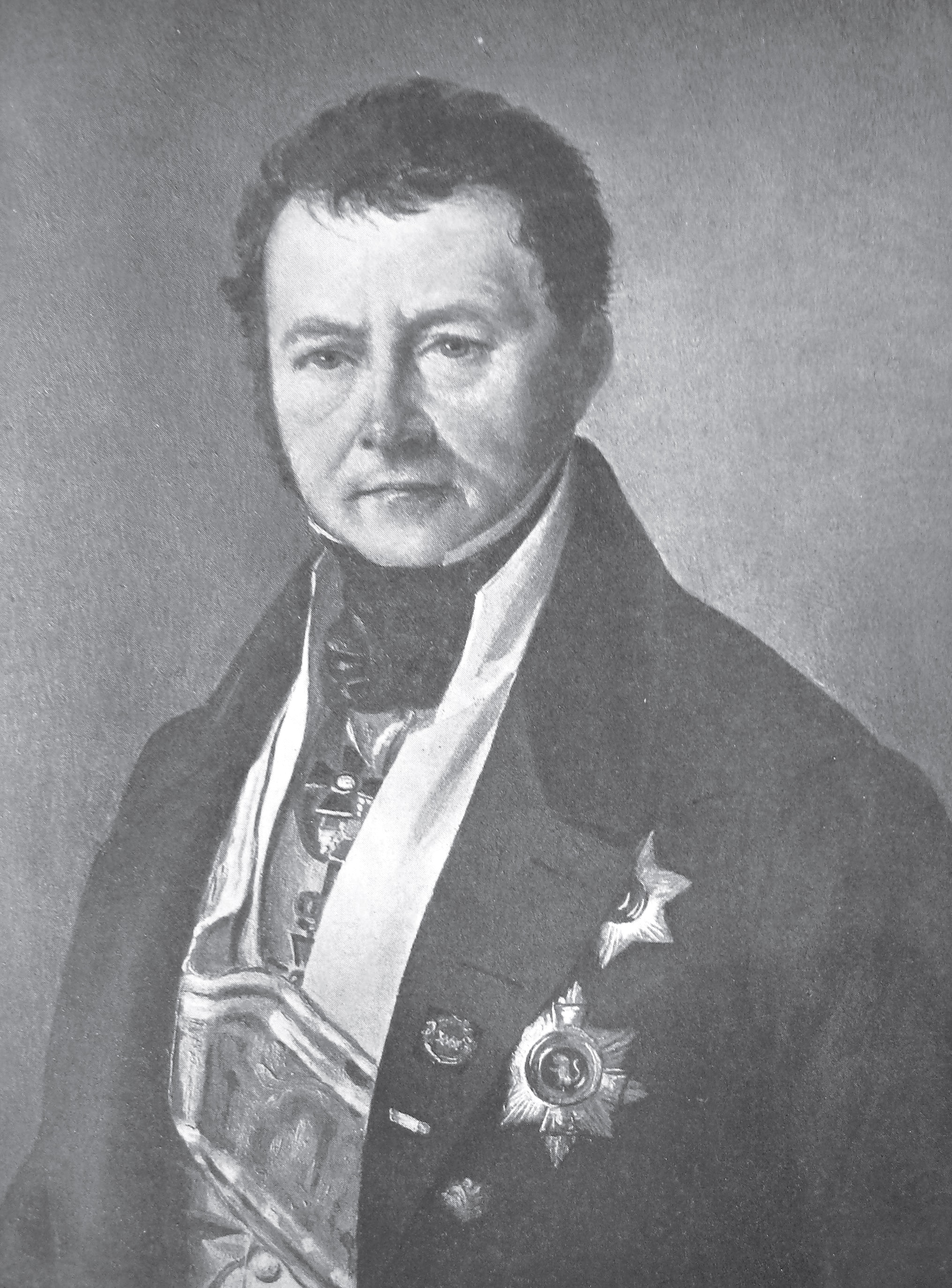
Cornelius August von Reissig

Cornelius August von Reissig (russisch Корнелий Христианович фон Рейссиг; * 18. Juli 1781 in Thüringen; † 24. Septemberjul. / 6. Oktober 1860greg. in Sankt Petersburg) war ein deutsch-russischer Konstrukteur wissenschaftlicher Instrumente, Astronom und Hochschullehrer.

## Leben
Reissig wurde als Sohn des Messer- und Instrumentenmachers Christian Reissig geboren. Zunächst war er als Mechaniker ("Hofmechanicus") in Kassel tätig, wo er sich insbesondere auf die Konstruktion und den Bau astronomischer Geräte spezialisierte. Um 1810 kam er nach Russland. Er wurde dort mit Georg Cancrin bekannt, der ihm ein Projekt zur Einrichtung einer mechanischen Werkstatt beim Generalhauptquartier der russischen Armee vorschlug. In dieser Werkstatt sollten Präzisionsinstrumente zur Nutzung im militärischen und zivilen Bereich konstruiert, gebaut und repariert werden. Nach Eröffnung der Werkstatt wurde er zu deren Leiter und zugleich zum Professor für Astronomie ernannt. Die Stellung als Direktor hatte er bis zu seiner Pensionierung im Jahr 1857. In der Werkstatt wurden unter anderem geodätische Instrumente, meteorologische Messgeräte, Zeichengeräte, Uhren und Fernrohre entwickelt und hergestellt. Sie wurden für den militärischen und zivilen Sektor, hier speziell für wissenschaftliche und pädagogische Zwecke genutzt. 1814 wurde er zum korrespondierenden Mitglied der Russischen Akademie der Wissenschaften gewählt.
1829 veröffentlichte Reissig den ersten russischen Atlas des Sternenhimmels. Dieser Sternatlas enthielt 102 Sternbilder. Für seine Verdienste wurde er 1831 zum Wirklichen Staatsrat ernannt. Außerdem erhielt in Russland und im Ausland verschiedene Auszeichnungen. Seit Ende der 1820er Jahre setzte er sich verstärkt für die Förderung des technischen und künstlerischen Zeichnens ein und gründete eine Zeichenklasse am Technologischen Institut in Sankt Petersburg. Sein Projekt zur Gründung einer unabhängigen Zeichenschule wurde 1839 genehmigt und 1840 verwirklicht. Die Schule spielte trotz verschiedener Umbenennungen und Anbindungen eine wichtige Rolle bei der Entwicklung der Kunst in Russland.
Er war Mitglied der Freien Ökonomischen Gesellschaft zu Sankt Petersburg sowie der Moskauer Gesellschaft der Naturforscher und weiterer wissenschaftlicher Gesellschaften.
Reissig starb am 6. Oktober 1860 und wurde auf dem lutheranischen Teil des Wolkowo-Friedhofs beigesetzt. Das von dem zeitweilig in Sankt Petersburg wirkenden Bildhauer August Julius Streichenberg gestaltete Grabmal der Familie Reissig wurde in den 1930er Jahren auf einen Friedhof des Alexander-Newski-Klosters in Sankt Petersburg versetzt.
Der Dichter und Offizier Christian Ludwig von Reissig war sein jüngerer Bruder.